# Gelencsér András
Gelencsér András (Kisvárda, 1966. augusztus 27. –) vegyészmérnök, egyetemi tanár, a Magyar Tudományos Akadémia rendes tagja. Az MTA Levegőkémiai Kutatócsoportjának vezetője. 2015 és 2024 között a Pannon Egyetem rektora.

## Élete
1990-ben vegyészmérnökként diplomázott a Veszprémi Vegyipari Egyetemen, öt évvel később a Környezettudományi Tanszéken szerzett doktori címet. 2002 óta az MTA doktora, köztestületi tag. 2006-ban habilált, ekkortól egyetemi tanár a Mérnöki Karon, melynek dékánhelyettese lett 2015. július 1-jei rektori kinevezéséig. 2018-ban egyedüliként ismét pályázott a rektori tisztségre, amit elnyert, megbízatása 2022. június 30-ig szól. Rektori terminusa kezdetén a Műszaki Informatikai Kar kiválási szándéka, majd 2016-ban a Georgikon Kar elcsatolásának a terve okozott nehézséget. 2018-ban az egyetem felkerült a 150 legkiválóbb vegyészmérnöki képzést nyújtó intézmény listájára - ugyanakkor maga az egyetem az összesített listán nem szerepelt a világ legjobb ezer egyeteme között. Rektori pozícióját 2024-ig töltötte be. 2019-ben a Magyar Tudományos Akadémia levelező, 2025-ben rendes tagjává választották.
Fő kutatási területe a légszennyezéssel és az éghajlatváltozással kapcsolatos légköri kémia, különösen a légköri aeroszol kémia. Ő volt az első, aki felismerte a humusz kialakulásának folyamatát a légkörben. A Max Planck Biogeokémiai Intézet igazgatójával közös cikke az egyik legjobban idézett publikáció lett a területen. A holland Springer kiadásában megjelentetett egy monográfiát a szénsavas aeroszolról. Eddig több mint 4200 független hivatkozás történt tudományos írásaira.

## Publikációi
Könyvek:
- A légköri finom aeroszol szerves anyagainak összetétele, eredete és környezeti hatásai - akadémiai doktori értekezés 2000
- Carbonaceous Aerosol - Atmospheric and Oceanographic Sciences Library - Springer Netherland 2004 ISBN 1402028865
- Füstbe ment bolygó - Pannon Egyetem, 2015 ISBN 978-963-396-069-1

- Ábrándok bűvöletében - Akadémiai Kiadó, 2023 ISBN 978-963-454-899-7

Tudományos publikációk:
- Ioncsapda-detektor alkalmazhatósága környezeti minták vizsgálatára - Magyar kémiai folyóirat, Kémiai közlemények  99. évf., 3. sz. (1993)
- A folyadék-szilárd extrakciós eljárás optimálása kromatográfiás paraméterek alapján fenolvegyületek meghatározására = Optimization of solid-phase extraction through chromatographic parameters for the determination of phenolic compounds -  Magyar kémiai folyóirat, Kémiai közlemények 103. évf., 5. sz. (1997)
- Az éghajlatváltozás okai és következményei [elektronikus dokumentum] - Pannon Egyetem, 2012
- A folyadék-szilárd extrakciós eljárás optimálása kromatográfiás paraméterek alapján fenolvegyületek meghatározására - Veszprémi Egyetem,	[Veszprém], 1994?
- Ózonlyuk és fotokémiai szmog - a levegőkémia helye a kémia oktatásában - A kémia tanítása 15. évf., 1. sz. (2007)
- Humuszképződés a légkörben - Magyar tudomány 172. évf. 7. sz, 2011. p. 881-882

Előadásai a Mindentudás Egyeteme 2.0 szervezésében:
- Gelencsér András: Megszívjuk? – A levegőszennyezés és következményei (környezettudományok, 2011.03.01)
- Bozó László, Gelencsér András, Lévai Balázs, Náray-Szabó Gábor, Páldy Anna, Wesztergom Viktor: A levegőkörnyezet változásai – éghajlatváltozás? (Kerekasztal-beszélgetések, 2011.03.06)

## Díjai
- 2014 A Magyar Érdemrend tisztikeresztje[7]
- 2016: Veszprém megyei Prima díj (VOSZ)[8]
- 2017: Akadémiai Díj[9]